# Suramula
Suramula (georgiska: სურამულა) är ett vattendrag i Georgien. Det ligger i den centrala delen av landet, 100 km väster om huvudstaden Tbilisi.